# Dalton Holland Baptista
Dalton Holland Baptista (São Paulo, 9 de septiembre de 1962) es un arquitecto y botánico brasileño. Se graduó en Arquitectura y Urbanismo en la Universidad de São Paulo. Desde 1976, se interesó en las orquídeas, y empezó a estudiarlas desde 1980, cuando ingresa al "Círculo Paulista de Orquidófilos" donde conoce a Marcos Campacci.
Es taxónomo de la American Orchid Society y consultor de la Orchid Conservation Coalition, Baptista es especialista en orquídeas nativas de Brasil y ha descripto la especie Acianthera bohnkiana Campacci & Baptista 2004, además de participar del proyecto de catalogación y organización de las más de dos mil quinientas especies de Orchidaceae existentes en Brasil.
Baptista también publicó la primera enciclopedia fotográfica de orquídeas, que dio origen al "Proyecto Orchidstudium", creado en 2006 en coautoría con Americo Docha Neto.

## Trabajos
- Enciclopédia Fotográfica de Orquídeas Brasileiras - Vol. I & II. Piracicaba, 2006
- Novos Géneros baseados nos Oncidium Brasileiros. Coletênea de Orquídeas Brasileiras, v. 3, p. 65-96, 2006
- Novas combinações de Nomenclatura. Boletín CAOB, v. 58, p. 49-51, 2005
- Acianthera bohnkiana, uma nova orquidácea da Bahia. Boletín CAOB, v. 54, p. 60-63, 2004
- O gênero Angraecum Bory. Boletim CAOB, v. 52, p. 107-112, 2003

- La abreviatura «Baptista» se emplea para indicar a Dalton Holland Baptista como autoridad en la descripción y clasificación científica de los vegetales.[5]